# Philodryas psammophidea
Philodryas psammophidea är en ormart som beskrevs av Günther 1872. Philodryas psammophidea ingår i släktet Philodryas och familjen snokar. Inga underarter finns listade i Catalogue of Life.
Denna orm förekommer i Sydamerika öster om Anderna från centrala Brasilien och östra Bolivia till centrala Argentina. Habitatet utgörs främst av gräsmarker. Honor lägger ägg.
För beståndet är inga hot kända. Hela populationen antas vara stor. IUCN kategoriserar arten globalt som livskraftig.